# Augustiniánský klášter v Lysé nad Labem
Klášter bosých augustiniánů v Lysé nad Labem ve Středočeském kraji, jehož předchůdcem byl v letech 1355–1421 klášter řeholních kanovníků sv. Augustina (Canonici regulares S. patris Augustini; CanReg), rozvíjel svou činnost na lyském panství od roku 1713. Barokní areál bývalého kláštera, zrušeného v roce 1812, je chráněn jako kulturní památka.

## Historie

### Středověký klášter
Již roku 1244 je doložena kaple sv. Desideria, která se později stala farním kostelem nově založeného města Nové Lysé (roku 1291). Město patřilo českým královnám. Z nich královna Anna Svídnická postoupila roku 1355 podací právo svému manželovi Karlu IV. a ten ho daroval augustiniánskému klášteru v Praze-Karlově. Ten zde založil augustiniánský konvent, do něhož uvedl pět řeholníků. Snad oni přestavěli původní kapli sv. Desideria na gotický chrám a při něm vzniklo augustiniánské proboštství. Je zachován rukopis Sermones de sanctis (Národní knihovna), na němž jsou podepsáni „canonici regulares Montis S. Desiderii in Lyssa“. Více zpráv o tomto klášteru, který byl roku 1421 za husitských válek zničen, se nedochovalo.

### Barokní klášter
Konvent sv. Jana Nepomuckého a Desideria (připomínající starý zbořený klášter augustiniánů-kanovníků, založil  hrabě František Antonín Špork v blízkosti svého zámku, snad v místech, kde stával starý augustiniánský klášter, zničený husity roku 1421.

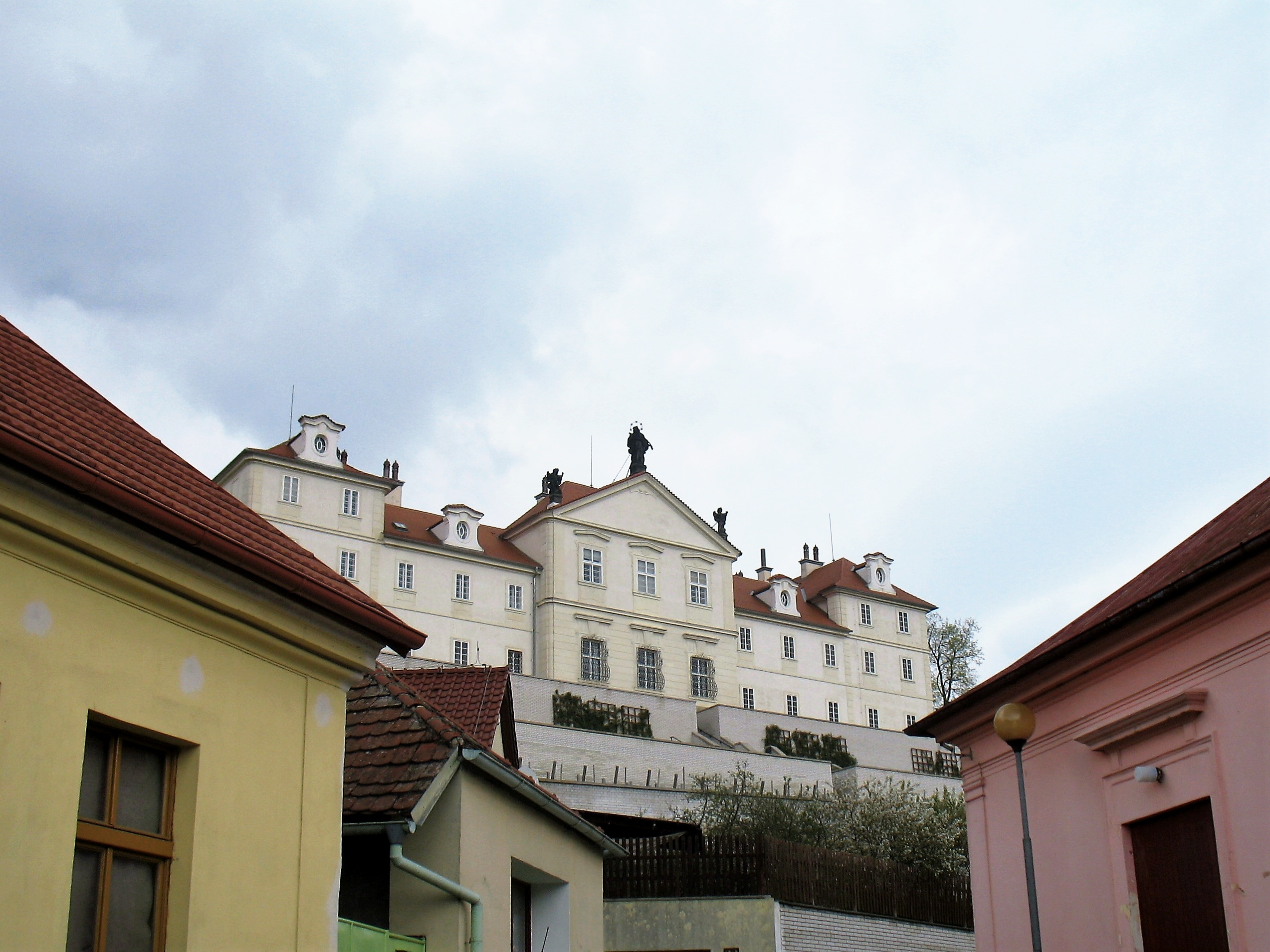
Jižní strana kláštera s terasami (pohled ze Žižkovy ulice)

Hrabě Špork uvedl do kláštera šest bosých augustiniánů. Klášter byl postaven podle návrhu B. Scottiho a v letech 1739–1741 byl přistavěn kostel Panny Marie (A. Lurago). Od roku 1718 dostal klášter od hraběte Šporka kostel Panny Marie ve Vysoké u Suchdola na Kutnohorsku spolu se dvorem a letohrádkem. Vznikl zde pobočný malý klášter konventu v Lysé, kde bosí augustiniáni až do roku 1746 spravovali faru.

## Zánik

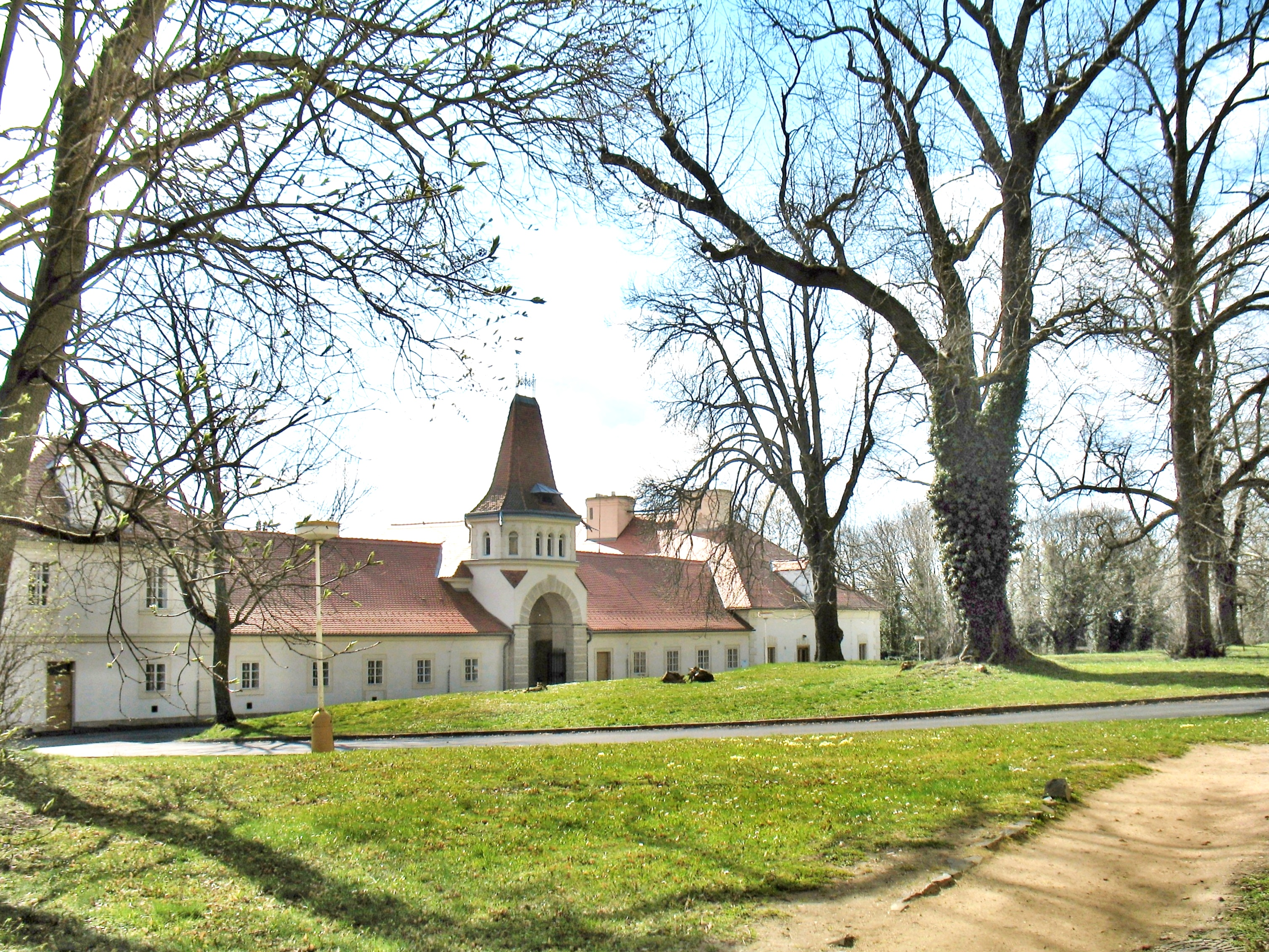
Severní křídlo kláštera se vstupní branou naproti zámku

Klášter v Lysé byl roku 1812 zrušen a jeho budova byla přeměněna na kontribučenskou sýpku. Sýpka se zachovala do 20. století, zatímco významný kostel byl roku 1891 zbořen. Tomuto osudu neunikl ani letohrádek s poustevnami či malým klášterem na Vysoké u Suchdola, kde tamní kaple sv. Jana Křtitele i přilehlé budovy zůstaly po požáru z roku 1834 v troskách.

## Loretánská kaple
Při kostele Narození Panny Marie byla roku 1704 postavena Loretánská kaple. Založila ji hraběnka Františka Apollonie ze Swéerts-Reistu, manželka hraběte F. A. Šporka. Kaple byla zrušena roku 1782 a později zanikla spolu s kostelem.

## Státní okresní archiv
V barokním areálu bývalého augustiniánského kláštera je umístěn státní archiv s oficiálním názvem „Státní okresní archiv Nymburk se sídlem v Lysé nad Labem“.

## Interiéry bývalého kláštera

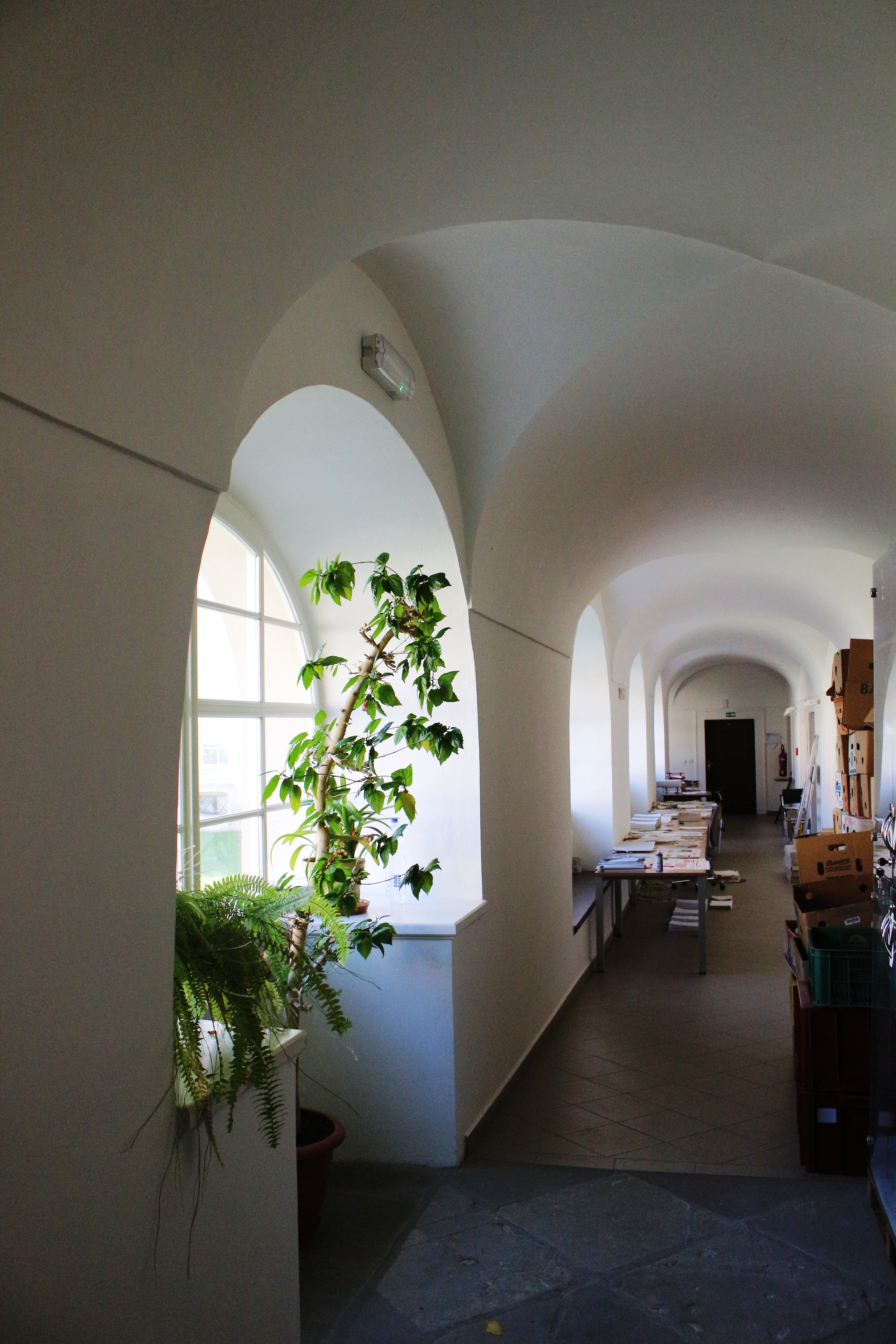
Chodba v přízemí
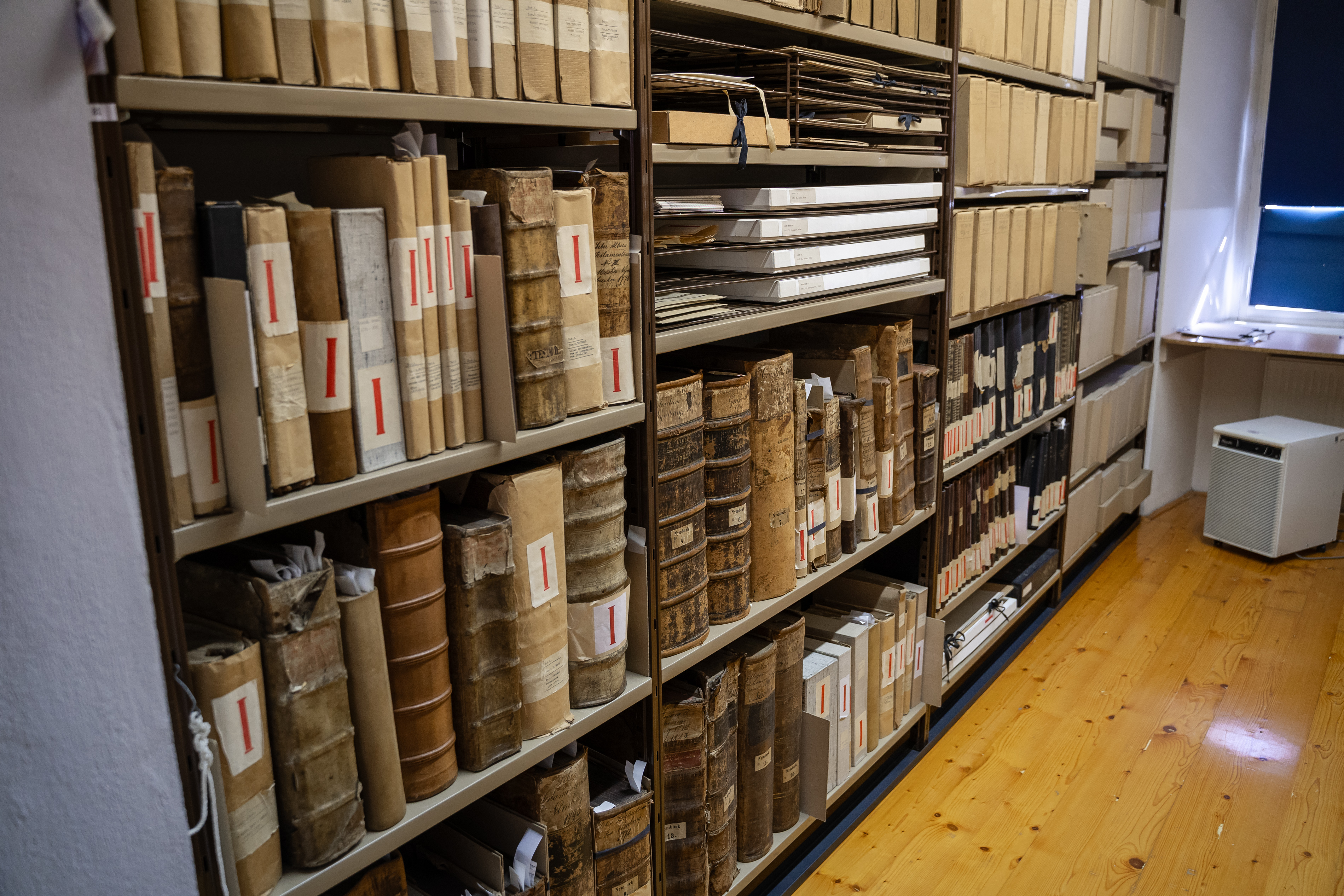
Pohled do depozitáře archivu
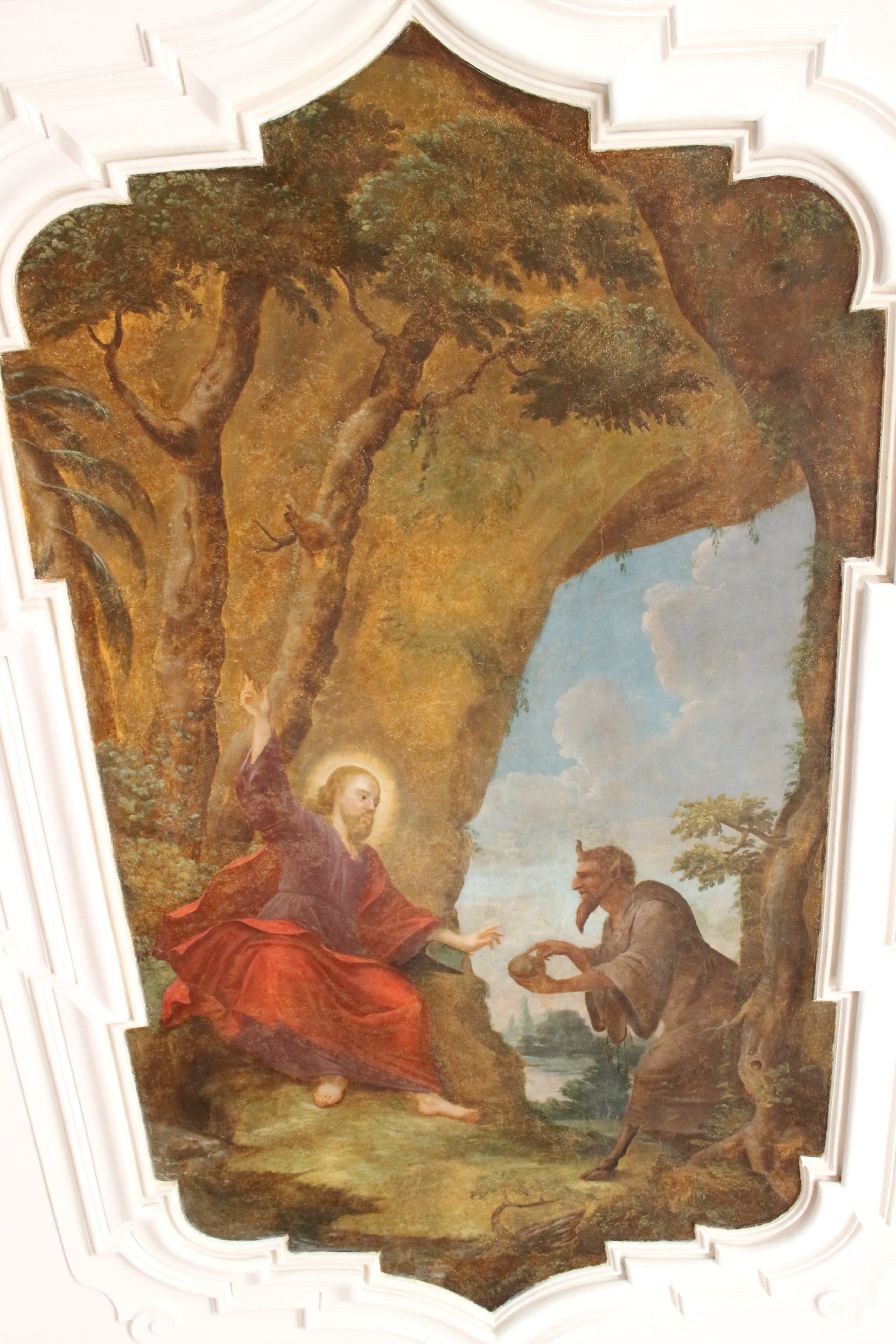
Jedna z fresek v refektáři (klášterní jídelny) - strop dnešní badatelny
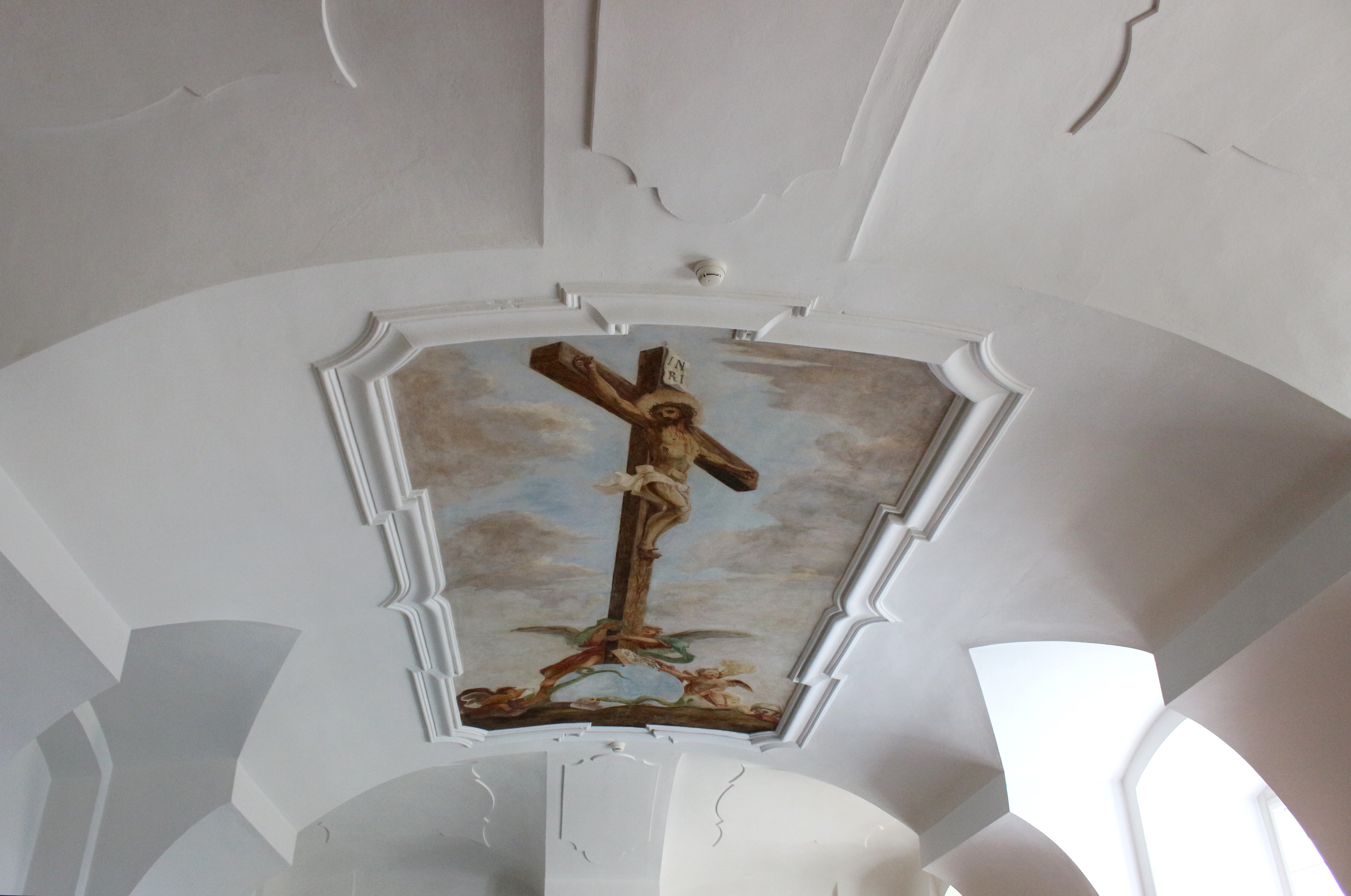
Freska v 1. poschodí - strop knihovny
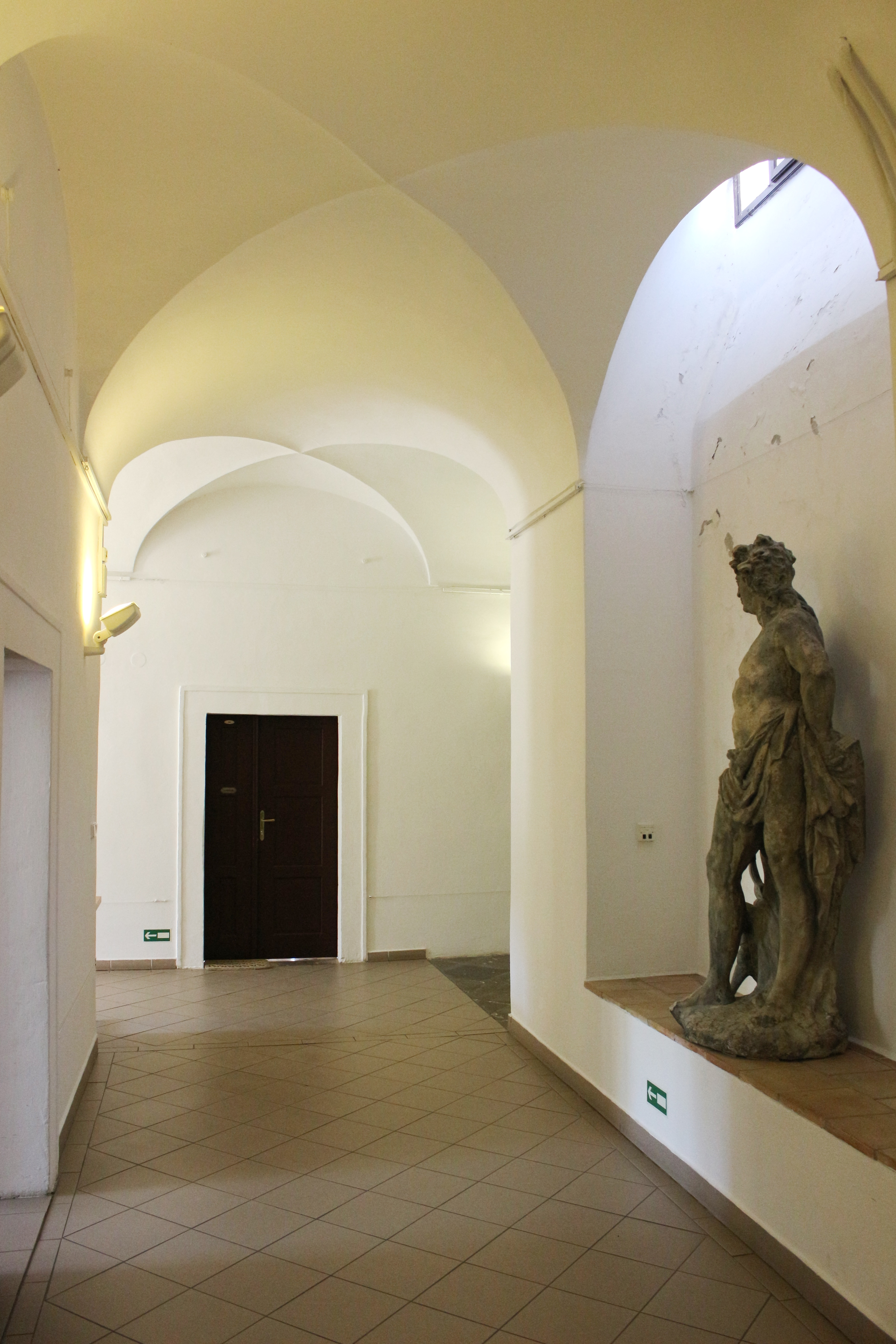
Klášterní chodba